# دغناش رمادي الرأس
دغناش رمادي الرأس (الاسم العلمي: Pyrrhula erythaca)، هو نوع من الطيور المغردة يتبع جنس الدغانيش من فصيلة الشرشوريات ضمن رتبة العصفوريات. يستوطن بلاد ميانمار وبوتان والنيبال والهند والصين. ويتواجد في الغابات ذات المناخ المعتدل.